# Ludovico Gavotti
Ludovico Gavotti (a volte Lodovico; Genova, 28 novembre 1868 – Genova, 23 dicembre 1918) è stato un arcivescovo cattolico italiano.

## Biografia
Nacque il 28 novembre 1868 a Genova.
Fu ordinato presbitero il 27 maggio 1893.
Il 22 giugno 1903 fu eletto vescovo di Casale Monferrato e consacrato vescovo il 5 luglio 1903.
Da lì il 22 gennaio 1915 fu trasferito alla sede arcivescovile di Genova.
Nella sua vita episcopale ordinò il vescovo Angelo Cambiaso.
Morì a Genova 23 dicembre 1918.

## Genealogia episcopale e successione apostolica
La genealogia episcopale è:
- Cardinale Scipione Rebiba
- Cardinale Giulio Antonio Santori
- Cardinale Girolamo Bernerio, O.P.
- Arcivescovo Galeazzo Sanvitale
- Cardinale Ludovico Ludovisi
- Cardinale Luigi Caetani
- Cardinale Ulderico Carpegna
- Cardinale Paluzzo Paluzzi Altieri degli Albertoni
- Papa Benedetto XIII
- Papa Benedetto XIV
- Cardinale Enrico Enriquez
- Arcivescovo Manuel Quintano Bonifaz
- Cardinale Buenaventura Córdoba Espinosa de la Cerda
- Cardinale Giuseppe Maria Doria Pamphilj
- Papa Pio VIII
- Papa Pio IX
- Cardinale Gustav Adolf von Hohenlohe-Schillingsfürst
- Arcivescovo Salvatore Magnasco
- Cardinale Gaetano Alimonda
- Arcivescovo Edoardo Pulciano
- Arcivescovo Ludovico Gavotti

La successione apostolica è:
- Vescovo Angelo Cambiaso (1915)